# Superfície de Riemann

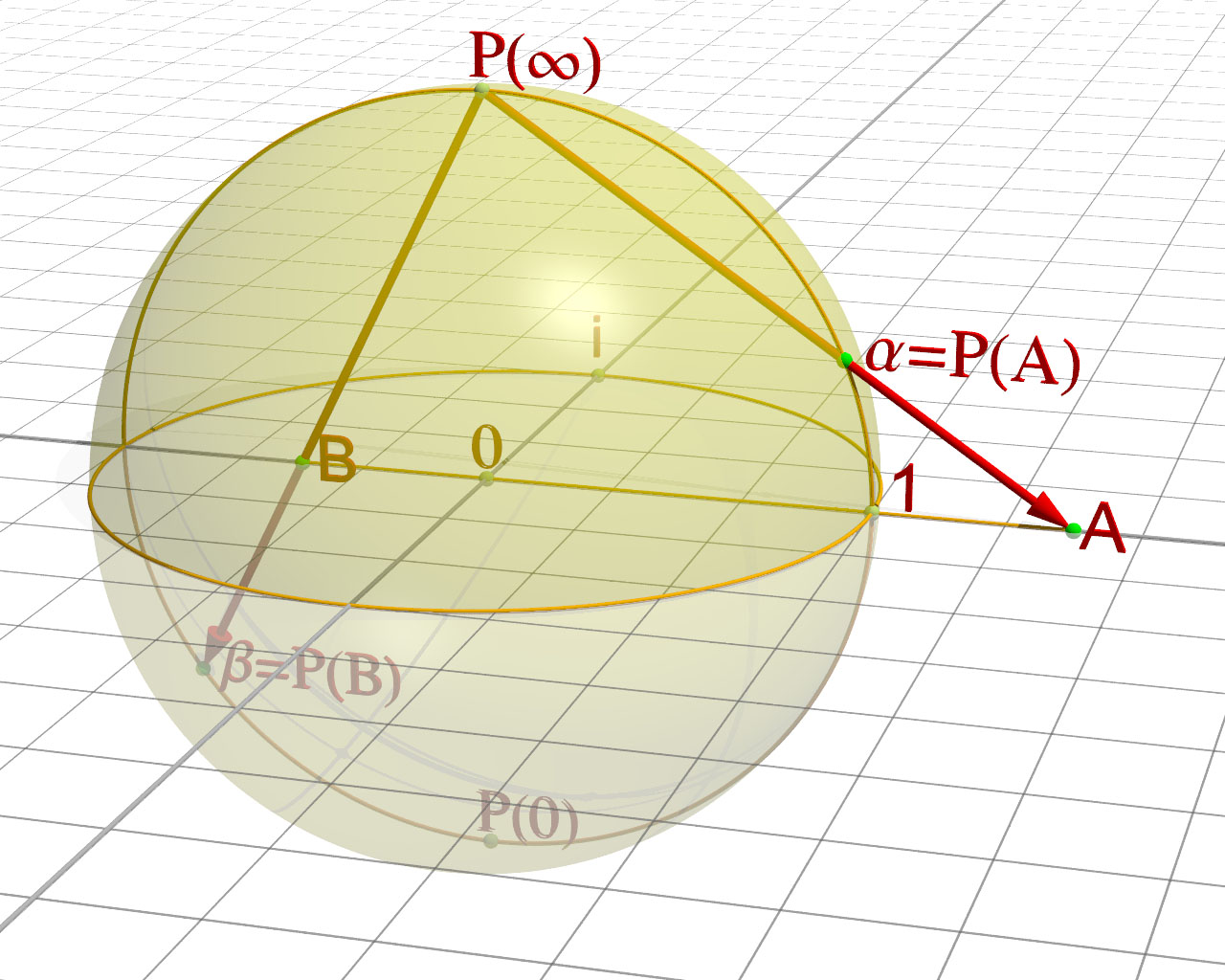
Esfera de Riemann.

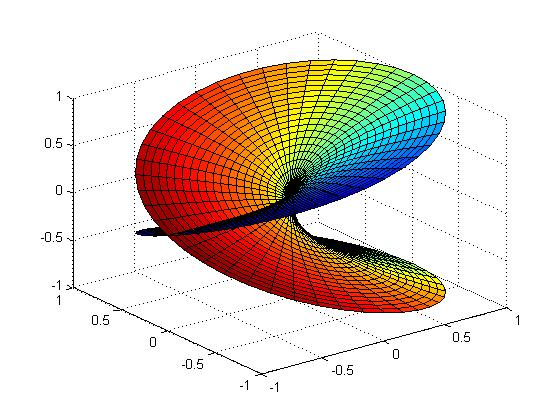
Superfície de Riemann para a função raiz quadrada.

Uma superfície de Riemann é uma variedade analítica de dimensão complexa. De forma mais informal, podemos considerar uma superfície de Riemann como versões deformadas do plano complexo. Como toda variedade analítica, uma superfície de Riemann é orientável e sua principal função é ajudar no esclarecimento de problemas matemáticos envolvendo mais de três dimensões do plano complexo. 
É possível mostrar que o recobrimento universal {\displaystyle M_{0}} de uma superfície de Riemann {\displaystyle M} é o disco {\displaystyle \{z\in \mathbb {C} ||z|<1\}}, a esfera de Riemann {\displaystyle S}, ou o plano complexo {\displaystyle \mathbb {C} }. 
Um método clássico para classificar e construir superfícies de Riemann consiste em quocientar a esfera, o disco ou o plano por um grupo {\displaystyle {\mathcal {G}}} de automorfismos holomorfos e livres de pontos fixos. A partir da esfera, do disco ou do plano, é possível construir qualquer superfície de Riemann, considerando a seguinte relação de equivalência sobre {\displaystyle M_{0}}: x é equivalente a y se e somente se existe algum {\displaystyle g\in {\mathcal {G}}} tal que {\displaystyle g(x)=y}.

## Exemplo 1
Seja {\displaystyle M_{0}=\mathbb {C} } e {\displaystyle {\mathcal {G}}} o grupo das translações em {\displaystyle \mathbb {C} } do tipo {\displaystyle f_{k_{1},k_{2}}(z)=z+k_{1}+k_{2}i}, onde {\displaystyle k_{1}} e {\displaystyle k_{2}} são inteiros.

Então {\displaystyle \mathbb {C} /{\mathcal {G}}} é holomorfo a um toro {\displaystyle T^{2}}. 

## Definições
Uma superfície de Riemann é, em síntese, uma superfície de múltiplas camadas, pertencente à teoria das funções complexas, onde uma função complexa com múltiplos valores pode ser tratada como uma função de valor único de uma variável complexa. As definições formais:
1. Uma superfície de Riemann X é uma "variável complexa múltipla" (complex manifold)conectada a uma dimensão complexa. Isto significa que X é um espaço Hausdorff conectado, o qual é dotado de um atlas de gráficos para o disco unitário aberto do plano complexo: para cada ponto x ∈ X existe uma vizinhança de x que é homeomórfica para o disco unitário aberto do complexo plano, e os mapas de transição entre dois gráficos sobrepostos devem ser holomórficos, de forma a não haver descontinuidades.
2. Uma superfície de Riemann é uma variedade orientada de dimensão (real) dois - uma superfície de dois lados - em conjunto com uma estrutura conformada. Novamente, esta "variável complexa múltipla" está associada ao fato de que, localmente em qualquer ponto x de X, o espaço é homeomorfo a um subconjunto do plano real. O suplemento "Riemann" significa que a superfície em questão (X) é dotada de uma estrutura adicional que permite a medição do ângulo dessa variável, sendo possível monitorar sua trajetória.

## Superfície de Riemann, uma abordagem mais intuitiva

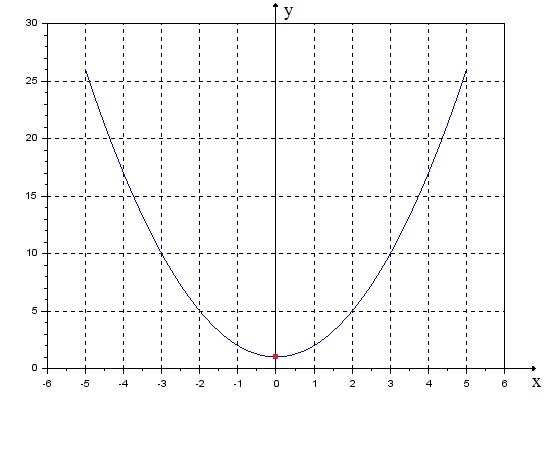
Gráfico da parábola de

Acabamos de verificar as definições formais para uma superfície de Riemann. Para tornarmos o entendimento um pouco mais fácil, acerca dessas superfícies, consideremos uma função do tipo {\displaystyle f(x)=x^{2}+1}, da qual queiramos encontrar as suas raízes. Desenhando essa função, teremos uma parábola exemplificada ao lado.
Contudo, é fácil notar que a mesma "não possui raízes", uma vez que a função não cruza o eixo da abcissa. Dessa forma, usando as definições matemáticas mais "primitivas", esse problema seria dado como impossível. Entretanto, como já foi provado por Carl Friedrich Gauss, através do Teorema Fundamental da Álgebra (Fundamental Theorem of Algebra), toda equação polinomial de grau n, deve ter o mesmo número n de raízes. Portanto, a equação que estamos considerando deve ter obrigatoriamente duas raízes que a satisfaçam.
Para isso, faremos uso do plano complexo e dos números imaginários. Para este problema específico, a solução é algo simples, basta realizarmos o seguinte procedimento:
```

  

    

      

        
y

        
=

        
f

        
(

        
x

        
)

        
=

        

          
x

          

            
2

          

        

        
+

        
1

      

    

    
{\displaystyle y=f(x)=x^{2}+1}

  

```

```

  

    

      

        

          
x

          

            
2

          

        

        
+

        
1

        
=

        
0

      

    

    
{\displaystyle x^{2}+1=0}

  

```

```

  

    

      

        

          
x

          

            
2

          

        

        
=

        
−

        
1

      

    

    
{\displaystyle x^{2}=-1}

  

```

```

  

    

      

        
x

        
=

        

          

            
−

            
+

          

        

        

          

            
(

            
−

            
1

            
)

          

        

      

    

    
{\displaystyle x={\overset {+}{-}}{\sqrt {(-1)}}}

  

,  onde 

  

    

      

        

          
i

          

            
2

          

        

        
=

        
(

        
−

        
1

        
)

      

    

    
{\displaystyle i^{2}=(-1)}

  

.
```

Sendo assim, podemos reescrever a equação da forma:
```

  

    

      

        
x

        
=

        

          

            
−

            
+

          

        

        
 

        

          

            
(

            

              
i

              

                
2

              

            

            
)

          

        

      

    

    
{\displaystyle x={\overset {+}{-}}\ {\sqrt {(i^{2})}}}

  

```

```

  

    

      

        
x

        
=

        

          

            
−

            
+

          

        

        
 

        
i

      

    

    
{\displaystyle x={\overset {+}{-}}\ i}

  

```

Portanto, as duas raízes que satisfazem a equação f(x), são raízes complexas, da forma {\displaystyle (x1=+i)} e {\displaystyle (x2=-i)}. Por isso, através de técnicas da álgebra clássica, não era possível determinarmos estas duas raízes, pois precisávamos de um outro plano, que não fosse o cartesiano.
Entretanto, essa equação polinomial é algo trivial de ser solucionada. Ela se torna ainda mais simplista se comparada ao equacionamento necessário para que se desenvolvam as teorias da mecânica quântica, tais como a Teoria da Torção (Twistor Theory) e a Teoria das Cordas (String Theory), por exemplo. Para que se possa desenvolver estas teorias, se faz necessário o uso de funções complexas, as quais tem números complexos como entrada e saída da função.
Para que possamos representar tais funções e observar o comportamento das mesmas, teremos que fazer uso de dois planos complexos: um para representar o número complexo na entrada da função (plano xy) e o outro para representar os valores de saída da função (plano uv). Além disso, precisamos de alguma forma relacionar estes dois planos. No sistema de coordenadas cartesiano, por exemplo, essa relação se da através da união dos eixos da abscissa e da ordenada, formando um ângulo de {\displaystyle 90^{\circ }}entre si. Consequentemente, temos um plano contido no espaço bidimensional, no qual podemos representar a relação entre os valores de entrada x e os de saída y da função. Mas esse método não se aplica para a relação que buscamos, uma vez que cada valor da função complexa (entrada e saída) tem que ser representado em um plano complexo, o qual possui duas dimensões. Dessa forma, se tentássemos simplesmente uni-los de alguma forma (gerando um espaço de quatro dimensões), nos faltariam dimensões para que fosse possível a visualização clara e coerente. Por isso, por hora continuaremos representando as funções complexas por dois planos complexos distintos, buscando criar uma outra relação matemática que una os dois resultados dispostos.
Vamos retomar o exemplo da função {\displaystyle f(x)=x^{2}+1}. Porém, agora a transformaremos em uma função complexa. Para isso, substituiremos o valor de entrada {\displaystyle x} por uma variável complexa {\displaystyle z}. O mesmo para a função {\displaystyle y=f(x)} que será denominada {\displaystyle w=f(z)}:
{\displaystyle z=x+iy} , onde x representa a parte real e y a imaginária.
{\displaystyle w=u+iv}, onde u representa a parte real e v a imaginária
Tornando a função complexa:
{\displaystyle w=f(z)=z^{2}+1}
Assim, podemos colocar números complexos em z e analisar o que ocorre com a função w. Tomemos o seguinte exemplo: sendo {\displaystyle z=(1+i)}, calculamos:
```

  

    

      

        
w

        
=

        
f

        
(

        
z

        
)

        
=

        

          
z

          

            
2

          

        

        
+

        
1

      

    

    
{\displaystyle w=f(z)=z^{2}+1}

  

```

```

  

    

      

        
w

        
=

        
(

        
1

        
+

        
i

        

          
)

          

            
2

          

        

        
+

        
1

      

    

    
{\displaystyle w=(1+i)^{2}+1}

  

```

```

  

    

      

        
w

        
=

        
(

        
1

        
+

        
i

        
+

        
i

        
+

        

          
i

          

            
2

          

        

        
)

        
+

        
1

      

    

    
{\displaystyle w=(1+i+i+i^{2})+1}

  

, 
```

usando novamente a definição {\displaystyle i^{2}=(-1)}:
```

  

    

      

        
w

        
=

        
(

        
1

        
+

        
2

        
i

        
−

        
1

        
)

        
+

        
1

      

    

    
{\displaystyle w=(1+2i-1)+1}

  

```

```

  

    

      

        
w

        
=

        
(

        
1

        
+

        
2

        
i

        
)

      

    

    
{\displaystyle w=(1+2i)}

  

```

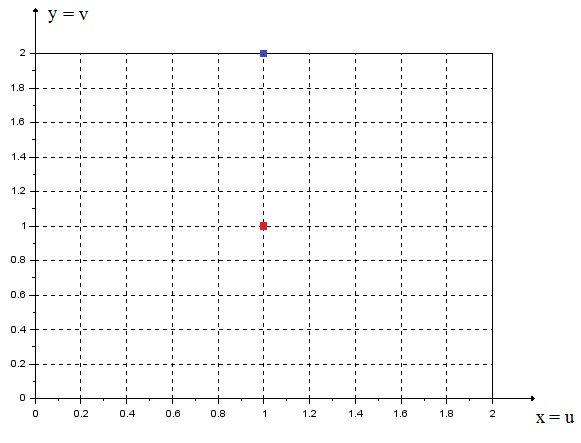
Gráfico dos valores de entrada (vermelho) e saída da função (azul), dispostos nos planos complexos xy e uv sobrepostos.

É perceptível que houve um deslocamento do ponto dado pelo número z, de uma unidade para cima. Isso pode ser visto ao compararmos os pontos obtidos exemplificados na sobreposição dos planos complexos aos quais pertencem, conforme a imagem ao lado. 
Para um conjunto de pontos, os quais formam uma reta no plano complexo xy, será de mais fácil visualização o que ocorre quando os valores de z são colocados na função. Os pontos e os valores respectivos da função são:
Entrada:                               Saída:
```

  

    

      

        
z

        
1

        
=

        
(

        
−

        
2

        
+

        
i

        
)

      

    

    
{\displaystyle z1=(-2+i)}

  

         

  

    

      

        
w

        
1

        
=

        
(

        
4

        
−

        
4

        
i

        
)

      

    

    
{\displaystyle w1=(4-4i)}

  

```

```

  

    

      

        
z

        
2

        
=

        
(

        
−

        
1

        
+

        
i

        
)

      

    

    
{\displaystyle z2=(-1+i)}

  

         

  

    

      

        
w

        
2

        
=

        
(

        
1

        
−

        
2

        
i

        
)

      

    

    
{\displaystyle w2=(1-2i)}

  

```

```

  

    

      

        
z

        
3

        
=

        
(

        
0

        
+

        
i

        
)

      

    

    
{\displaystyle z3=(0+i)}

  

           

  

    

      

        
w

        
3

        
=

        
(

        
0

        
+

        
0

        
i

        
)

      

    

    
{\displaystyle w3=(0+0i)}

  

```

```

  

    

      

        
z

        
4

        
=

        
(

        
1

        
+

        
i

        
)

      

    

    
{\displaystyle z4=(1+i)}

  

           

  

    

      

        
w

        
4

        
=

        
(

        
1

        
+

        
2

        
i

        
)

      

    

    
{\displaystyle w4=(1+2i)}

  

```

```

  

    

      

        
z

        
5

        
=

        
(

        
2

        
+

        
i

        
)

      

    

    
{\displaystyle z5=(2+i)}

  

           

  

    

      

        
w

        
5

        
=

        
(

        
4

        
+

        
4

        
i

        
)

      

    

    
{\displaystyle w5=(4+4i)}

  

```

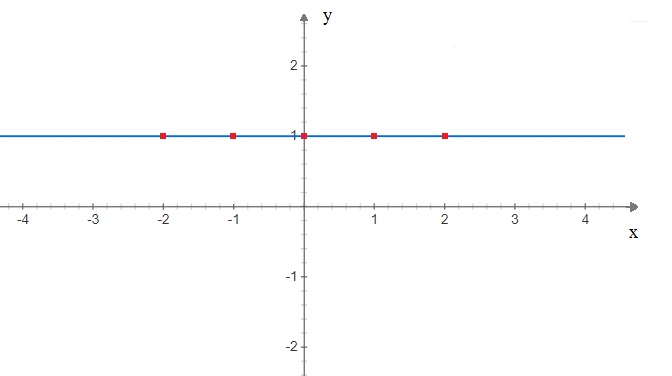
Gráfico gerado com os valores de entrada da função no plano complexo xy.

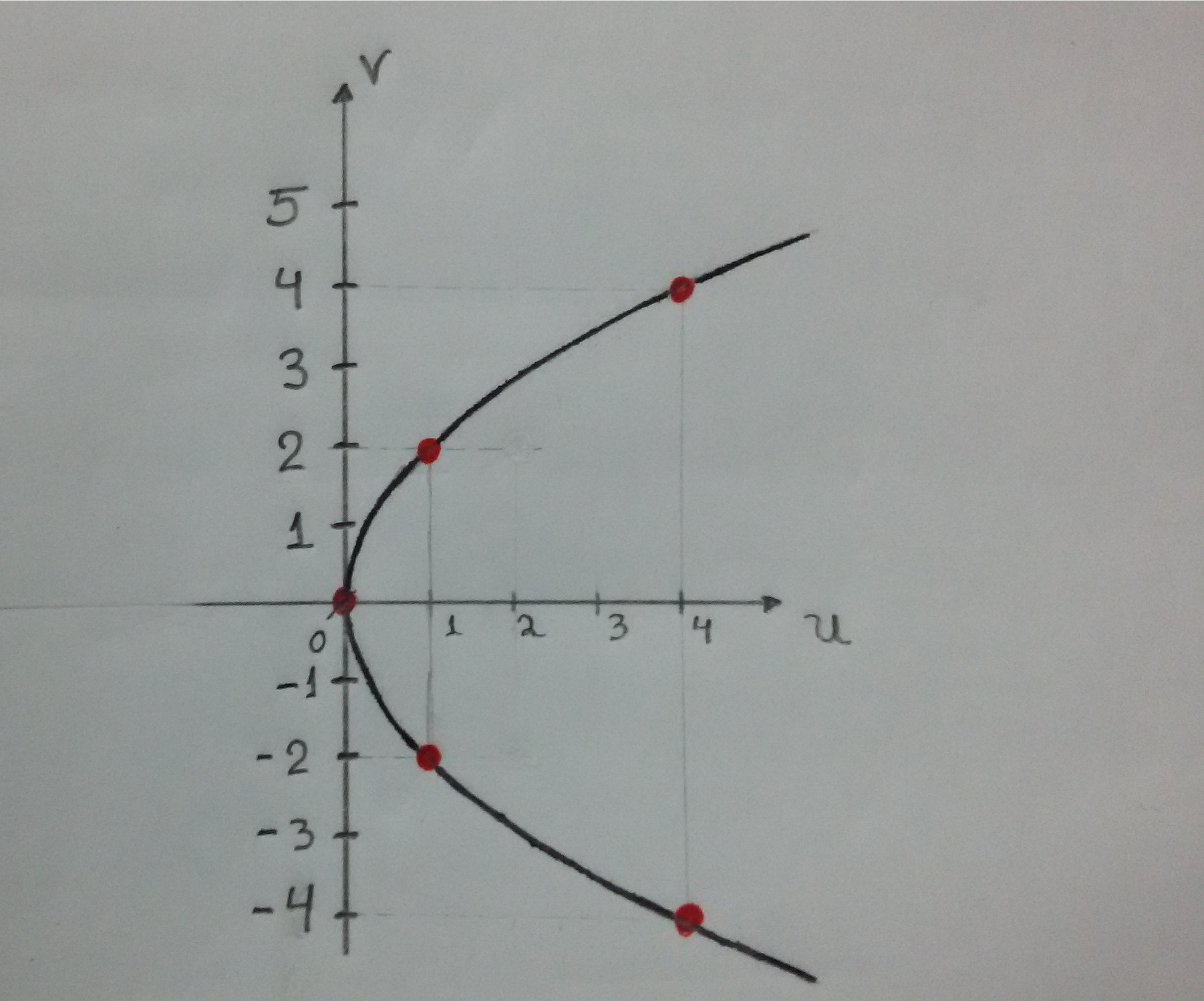
Gráfico gerado com os valores de saída da função no plano complexo uv.

Colocando os valores obtidos nos respectivos planos (xy e uv), obtemos os gráficos das imagens ao lado. 
Portanto, podemos verificar que uma reta no plano complexo xy, se torna uma função curva no plano uv. Isso nos indica que, a função abordada nesse exemplo tende a causar um aumento de curvatura do gráfico de entrada. Dessa forma, já temos uma certa intuição de que, para geometrias mais complexas aplicadas à função, os gráficos de saída se tornam ainda mais complexos.
Um dos grandes problemas deste método para a representação de funções complexas, está relacionado ao fato de excedermos o "espaço de saída" dessa função sem termos preenchido completamente o espaço de entrada. Para facilitar ainda mais a análise, iremos descartar o termo (+1) da função, nos restando {\displaystyle w=z^{2}}. Agora, tomemos um círculo como exemplo. Ao começarmos a desenhar um círculo no plano de entrada da função (xy), o gráfico gerado no plano de saída (uv) terá seu ângulo em relação ao gráfico anterior dobrado. Dessa forma, ao completarmos um semi-círculo no primeiro plano, no segundo o círculo já estará completo. Sendo assim, se continuarmos avançando com o gráfico na entrada, os gráficos da saída acabam por se sobrepor, o que gera esse problema: o espaço para os valores de saída já foram completamente utilizados.
Para exemplificar, sendo {\displaystyle w=z^{2}}e considerando um círculo de raio um centrado na origem do plano complexo:
| Ângulo na entrada                  | Entrada                    | Ângulo na saída       | Saída                      |
| ---------------------------------- | -------------------------- | --------------------- | -------------------------- |
| {\displaystyle 0}                  | {\displaystyle z1=(1+0i)}  | {\displaystyle 0}     | {\displaystyle w1=(1+0i)}  |
| {\displaystyle {\frac {\pi }{2}}}  | {\displaystyle z2=(0+i)}   | {\displaystyle \pi }  | {\displaystyle w2=(-1+0i)} |
| {\displaystyle \pi }               | {\displaystyle z3=(-1+0i)} | {\displaystyle 2\pi } | {\displaystyle w3=(1+0i)}  |
| {\displaystyle {\frac {3\pi }{2}}} | {\displaystyle z4=(0-i)}   | {\displaystyle 3\pi } | {\displaystyle w4=(-1+0i)} |
| {\displaystyle 2\pi }              | {\displaystyle z5=(1+0i)}  | {\displaystyle 4\pi } | {\displaystyle w5=(1+0i)}  |

Conforme já mencionado, enquanto o círculo do plano xy completa apenas uma rotação, o círculo no plano uv já completou duas rotações, sobrescrevendo os pontos da rotação anterior.
O mesmo ocorre para as funções inversas, mas ao invés de haverem sobreposições, ocorrem saltos nos gráficos, o que também é um problema a ser corrigido para que o método seja aplicável matematicamente e se possa realizar operações como derivadas e integrais. 
Para que fosse possível corrigir esse problema, o matemático alemão Bernhard Riemann encontrou a seguinte solução:
1. Deve-se adicionar um segundo plano complexo (uv) para a análise dos dados de saída da função complexa;
2. Criar uma superfície que conectasse estes dois planos, de forma que acabasse com as descontinuidades da função.

Isso é, de forma informal, a definição das superfícies de Riemann. Um domínio ajustável, de certa forma, para a função complexa. Um domínio curvo, contido em um espaço dimensional elevado.
Dessa maneira, através destas superfícies, é possível verificarmos o comportamento de uma função complexa a qual queiramos analisar.